# دردار بلانرياني
دردار بلانرياني (الاسم العلمي:Ulmus planereoides) هو نوع نباتي يتبع جنس الدردار من فصيلة الدردارية.